# Дметро Мишустич
Дметро Мишустич (1221-1367 г.г)
Детство:
Дметро с самого детсва был самым умным ребенком в школе , никогда не опаздывал на уроки и не прогуливал занятия. Но в 8 классе случилось страшное, он познакомился с забиякой Глебицким и он натолкнул его на плохой путь. 
Дметро стал заниматься спариванием со всякими крокодилами и начал получать плохие оценки. Тогда за дело взялась его мама и дала ему наставление чтобы он перестал общаться с Глебицким
Становление личности:
Дметро стал увлекаться запрещенными веществами, связался с плохой компанией, в которую его пригласил Алекс Барсукович и они вместе начали работать на полях за дозу 
Последние годы жизни:
Дметро к концу своих лет встал на путь исправления, начал писать книгу о своей жизни и много преукрашивать. У него небыло детей и жены, остался только верный друг Косяк Вторякович, они жили долго и счастливо сыпя пепел на ковер